# Jérémy Stravius
Jérémy Stravius (ur. 14 lipca 1988 w Abbeville) – francuski pływak specjalizujący się w stylu dowolnym, grzbietowym i motylkowym, mistrz olimpijski, wielokrotny medalista mistrzostw świata i Europy.

## Kariera pływacka
Na mistrzostwach świata w 2011 roku w Szanghaju Francuz wywalczył złoty medal w konkurencji 100 m stylem grzbietowym. Zdobył również dwa srebrne medale w sztafetach na 4 × 100 m i 4 × 200 m stylem dowolnym. Na mistrzostwach świata na krótkim basenie Stravius ma w swoim dorobku brązowy medal z 2010 roku w Dubaju.
W 2012 roku w Debreczynie Francuz zdobył złoty medal mistrzostw Europy w sztafecie 4 × 100 m stylem dowolnym. Jest również srebrnym i brązowym medalistą z Budapesztu (2010). Startując na mistrzostwach Europy na krótkim basenie Francuz wywalczył łącznie sześć złotych medali oraz jeden srebrny.
Swoje największe sukcesy w karierze Francuz odniósł w 2012 roku podczas igrzysk olimpijskich w Londynie. Pomimo że nie płynął w wyścigach finałowych (startował w eliminacjach do finałów) zdobył złoty medal w sztafecie 4 × 100 m stylem dowolnym oraz srebrny medal w sztafecie 4 × 200 m stylem dowolnym.
Rok później, podczas mistrzostw świata w Barcelonie wywalczył cztery medale. Dwa złote zdobył płynąc w sztafecie 4 × 100 stylem dowolnym i 4 × 100 m stylem zmiennym. Indywidualnie startował w stylu grzbietowym. Na dystansie 50 m grzbietem z czasem 24,54 zajął drugie miejsce ex aequo z Amerykaninem Matthew Greversem. W konkurencji 100 m stylem grzbietowym był trzeci z czasem 53,21.
Na mistrzostwach świata w 2015 roku zdobył złoty medal w sztafecie kraulowej 4 × 100 m. W konkurencji 100 m stylem dowolnym uzyskawszy czas 48,65 nie awansował do finału i uplasował się ostatecznie na 13. miejscu.
Podczas igrzysk olimpijskich w Rio de Janeiro wywalczył srebrny medal w sztafecie 4 × 100 m stylem dowolnym. W eliminacjach 200 m kraulem z 11. czasem 1:46,67 zakwalifikował się do półfinału, ale zrezygnował z tej konkurencji, aby skupić się na udziale w sztafecie 4 × 100 m stylem dowolnym. Stravius nie zakwalifikował się do półfinałów 100 m stylem motylkowym (17. miejsce) i dowolnym (18. miejsce). Startował również w eliminacjach sztafet zmiennych 4 × 100 m, gdzie reprezentacja Francji nie zakwalifikowała się do finału i zajęła ostatecznie dziesiąte miejsce. 
Na mistrzostwach świata na krótkim basenie w Windsorze zdobył dwa srebrne medale na dystansie 50 m stylem grzbietowym oraz w sztafecie 4 × 100 m stylem dowolnym.

## Życie prywatne
Jest ujawnionym gejem.